# Бабкин, Пётр Семёнович
Пётр Семёнович Ба́бкин (1921—2009) — советский медик, невролог, профессор кафедры неврологии ВГМА имени Н. Н. Бурденко, открыватель рефлекса Бабкина.

## Биография
Родился 13 июля 1921 года в посёлке Рогожинский (ныне Вадинский район, Пензенская область). В годы Великой Отечественной войны был фельдшером в артполку.
- 1950 год — окончил с отличием Красноярский медицинский институт.
- 1950—1953 — Ординатор кафедры нервных болезней Красноярского медицинского института;
  - 1956—1968 — доцент там же.
- 1968—1990 — Заведующий кафедрой неврологии ВГМИ имени Н. Н. Бурденко,
  - С 1991 — профессор кафедры нервных болезней там же.

Умер в 2009 году.

## Научная деятельность

### Основные направления научных исследований
- семиотика
- диагностика нервных болезней
- неврогенные и эволюционные проблемы родов
- перинатальная неврология

Пётр Семёнович — соавтор метода автоматизированного анализа игольчатой электромиографии.

### Научные труды
П. С. Бабкин — автор более 200 научных работ, в том числе — 5 монографий;
- «Рефлексы и их клиническое значение» (Москва, 1973);
- «Основы дифференциальной диагностики нервных болезней» (Воронеж : Изд-во Воронежского университета, 1982)
- «Интенсивная терапия неотложных состояний в невропатологии» (Воронеж : Воронежский государственный медицинский институт, 1976
- «Роды и новорожденный: эволюционные, неврогенные и ятрогенные проблемы» (Воронеж, 2004)

## Общественная деятельность
Пётр Семёнович был участником всесоюзных съездов и международных конференций, симпозиумов, конгрессов невропатологов. Он — член Правления Всероссийского общества неврологов неврологов, член Нью-Йоркской академии наук.
Подготовил 7 кандидатов медицинских наук.

## Награды
- орден Отечественной войны II степени (6.4.1985)
- орден Красной Звезды (22.9.1944)[3]
- медаль «За отвагу» (28.3.1945; был представлен к ордену Красной Звезды)